# 曹憲 (南北朝)
曹憲（541年—645年），扬州江都县人，南朝及隋唐學者，精通《昭明文選》及諸家古文字之書。
曹憲生於南朝梁武帝大同七年。隋時為秘書學士，曾奉隋煬帝命主編《桂苑珠丛》一百卷，又撰《博雅音》、《古今字圖雜錄》、《文字指歸》、《小學總錄》、《揚州記》、《文選音義》等。唐朝貞觀中，扬州长史李袭誉上表推荐，唐太宗征召他為弘文館學士，以年老為由未至，乃遣使者至其家，拜為朝散大夫，賜帛三百匹。唐太宗讀書遇奇文難字，常遣使問之，皆能訓釋明白。晚年於揚州文選樓授徒，弟子達數百人之多。自漢代杜林、衛宏後，古文泯絕，至曹憲出，方告復興。曹氏又為隋唐文選學之開創者，許淹、李善、公孙罗等相繼从其学《文選》，并传播教授，文選之學至此大興。貞觀十九年以壽終，享年一百零五歲。
文選樓故址在今揚州太傅街，舊名選樓巷。

## 延伸阅读
[在维基数据编辑]
 在维基文库阅读此作者作品
 《舊唐書·卷189上》，出自刘昫《舊唐書》